# Црква Светог апостола Филипа у Белуту
Црква Светог апостола Филипа у Белуту, насељеном месту на територији општине Босилеград, православни је храм који припада Епархији врањској Српске православне цркве.
Црква посвећена Светом апостолу Филипу саграђена је, према речима мештана,  тридесетих година 20. века.
У периоду 2000 — 2008. године реновирана је и заштићена од пропадања. На дан Светог апостола Филипа прославља се храмовна и сеоска слава.